# La Llanada
La Llanada est une municipalité située dans le département de Nariño en Colombie.